# St. Marcus (Engensen)

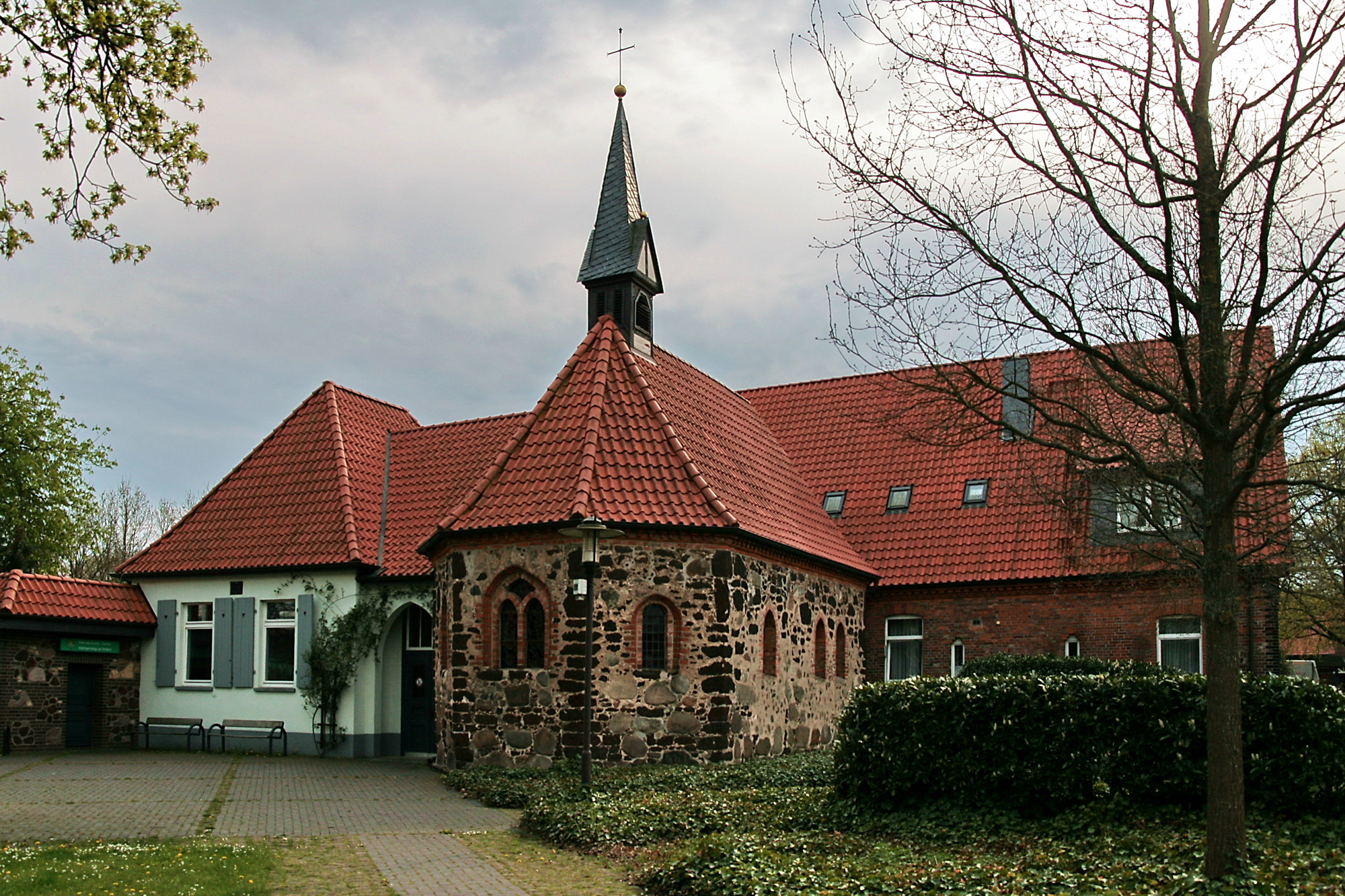
St. Marcus

Die evangelisch-lutherische Kapelle St. Marcus steht in Engensen, einem Ortsteil der Stadt Burgwedel in der Region Hannover von Niedersachsen. Sie gehört zur Kirchengemeinde Wettmar im Kirchenkreis Burgwedel-Langenhagen der Evangelisch-lutherischen Landeskirche Hannovers.

## Geschichte
Das genaue Alter der mittelalterlichen Kapelle ist nicht bekannt, sicherlich hat sie schon um 1250 bestanden. Sie wurde danach allerdings nur selten genutzt, nur zweimal jährlich hat ein Gottesdienst stattgefunden. Ab 1868/70 wurde die Kapelle zu schulischen Zwecken genutzt und dazu an der Westseite eine Lehrerwohnung und an der Südseite ein Schulsaal, der heute als Gemeindebüro genutzt wird, nach einem Entwurf von Conrad Wilhelm Hase angebaut. Ein Abriss wurde 1911 durch die Landeskirche unter Hinweis auf den historischen Wert des Gebäudes verhindert. In den Jahren nach dem Zweiten Weltkrieg wurde die Kapelle renoviert und der ursprüngliche Zustand des Gebäudes soweit möglich wieder hergestellt. Die Neueinweihung erfolgte 1961.

## Beschreibung
Die Saalkirche hat einen dreiseitigen Abschluss im Osten. Die Wände sind überwiegend aus Bruchsteinen, die Ecksteine sind aus Raseneisensteinen und die Laibungen der Fenster sind aus Backsteinen, ebenso der Fries unter der Dachtraufe. Aus dem Satteldach des Kirchenschiffs erhebt sich im Osten ein vierseitiger, schiefergedeckter, offener Dachreiter, in dem eine 1957 gegossene Kirchenglocke hängt. Der Innenraum ist mit einer Holzbalkendecke überspannt. 